# Anatomidae
Anatomidae is een familie van weekdieren uit de klasse van de Gastropoda (slakken).

## Geslachten
- Anatoma Woodward, 1859
- Sasakiconcha Geiger, 2006